# Maria Hubrecht
Maria Hubrecht (Rotterdam, 21 november 1865 - Doorn, 8 juni 1950) was een schilder, wandschilder, tekenaar, etser en vervaardiger van houtsnedes.

## Leven en werk
Hubrecht was een dochter van mr. Paul François Hubrecht (1829-1902) en Maria Pruijs van der Hoeven (1824-1901) en een zuster van de hoogleraar Ambrosius Hubrecht en de schilderes Bramine Hubrecht. Haar vader was onder meer secretaris-generaal van Binnenlandse Zaken en Staatsraad. Maria Hubrecht bleef ongehuwd.
Hubrecht genoot een fragmentarische schilderopleiding, volgde lessen in Den Haag en Parijs en realiseerde een bescheiden oeuvre. Het Universiteitsmuseum Utrecht bezit een door haar getekend portret (schilderij, krijt op doek) van Carl Ernst Arthur Wichmann (1851-1927), uit 1925. De focus in haar werk lag echter in het lerende aspect; zij wilde jongeren iets laten zien van het ontstaan van de wereld. In de hal van het Joke Smit College aan de Reijnier Vinkeleskade in Amsterdam bevindt zich een wandschildering van Maria Hubrecht op 65 m² doek, met als onderwerp acht episoden uit de oertijd: Cambrium, Siluur, Devoon, Carboon, Perm, Trias, Jura en Krijt. De wandschildering werd vervaardigd tussen 1926 en 1928. Toen het Gemeentelijk Lyceum voor Meisjes in 1926 werd geopend, waren de eerste delen van de wandschildering al in de hal bevestigd. In 2014 organiseerde het Joke Smit College dat in het voormalig lyceum werd gevestigd een crowdfunding om de wandschildering te kunnen laten repareren. De restauratie was in 2017 afgerond. Nadat Hubrecht de wandschildering voltooide werkte zij aan de publicatie van een boek over hetzelfde onderwerp. Zij had grote ambities - het moest een internationale uitgave worden - waardoor veel uitgevers ervoor terugdeinsden. Uiteindelijk kwam het boek pas na de Tweede Wereldoorlog in 1947 op de markt. Voor meer gegevens zie: Joke Smit College - het gebouw (wandschilderingjokesmitcollege.nl)

## Enkele werken

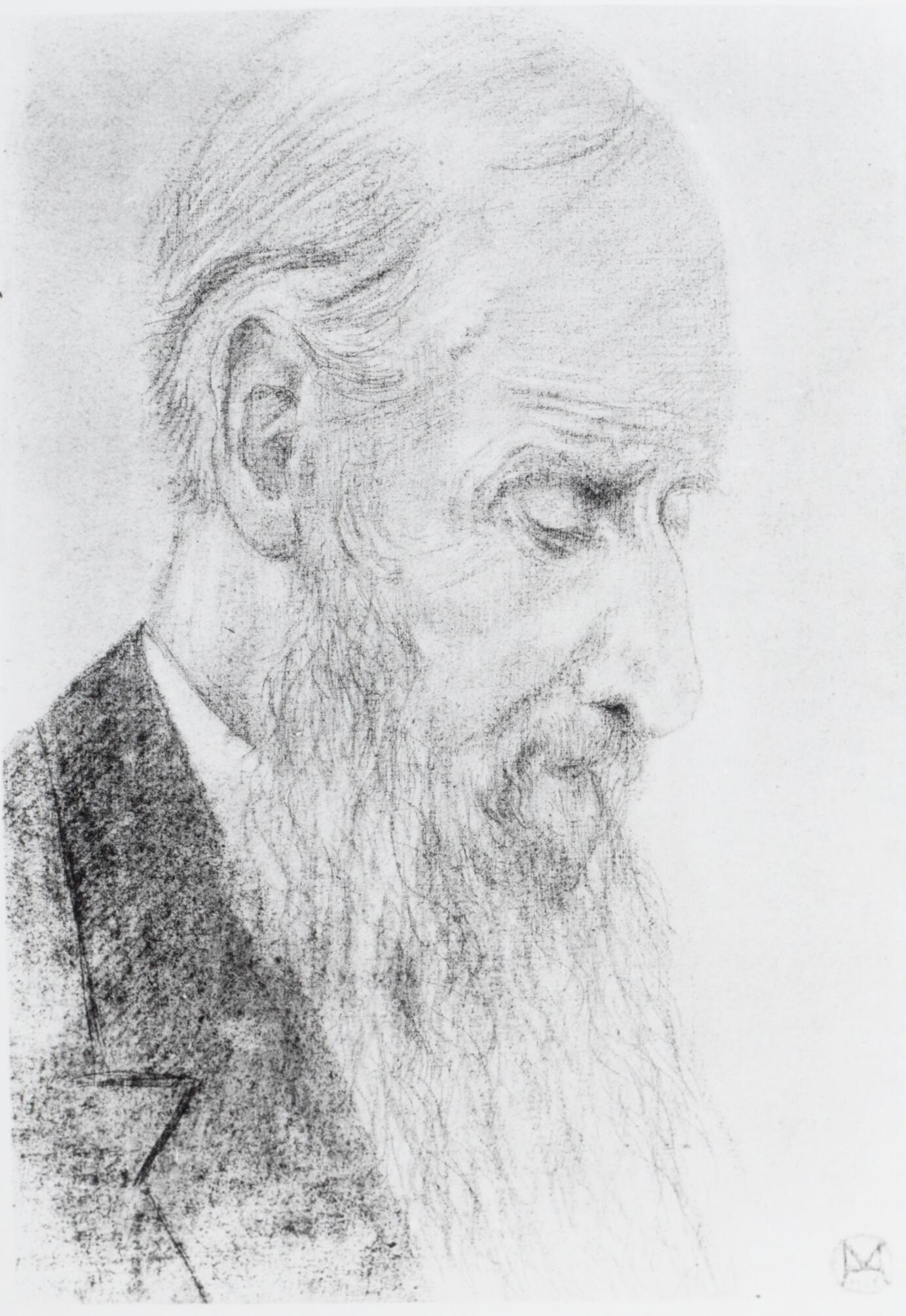
Arthur Wichmann (1925)
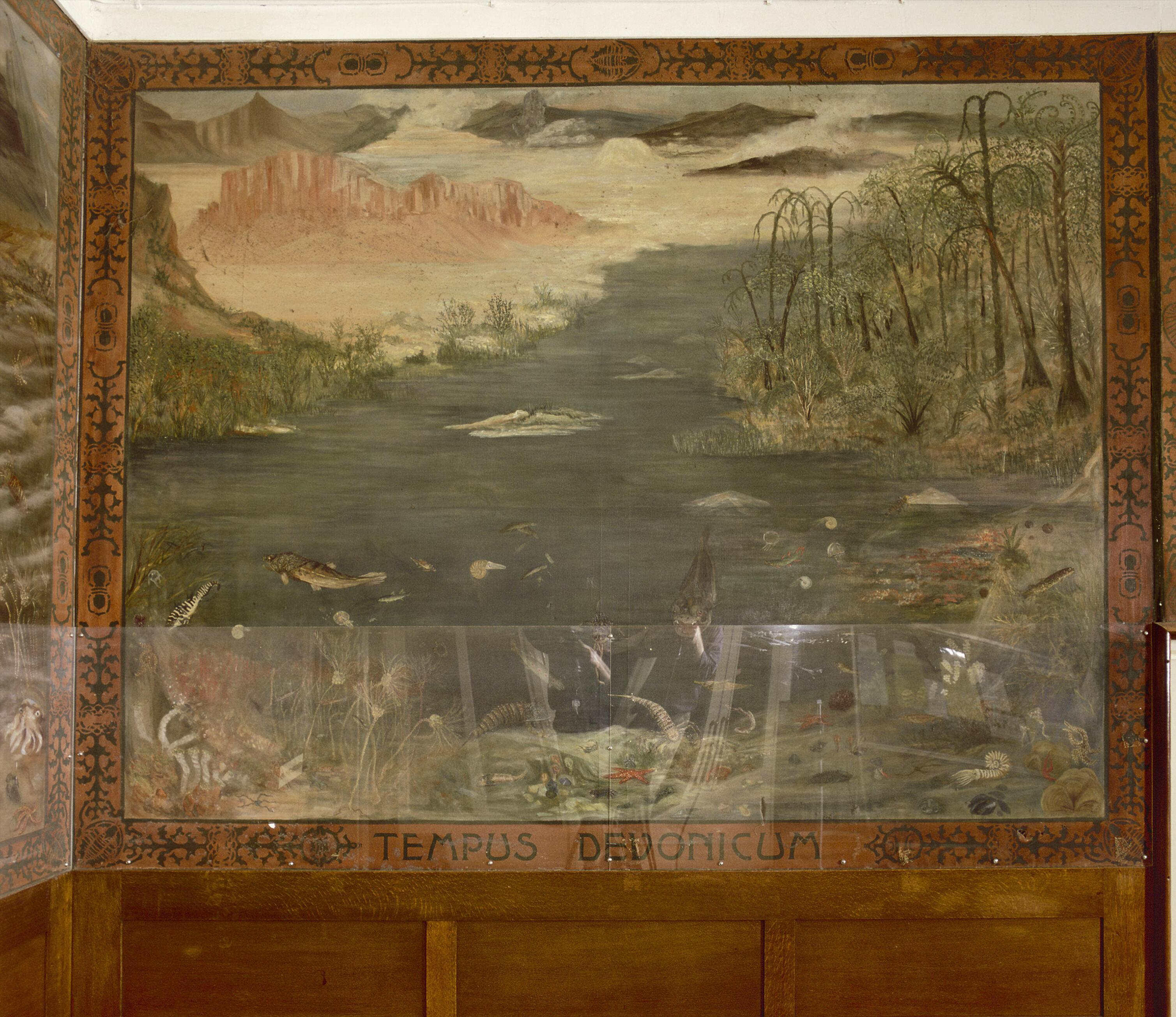
Tempus Devonicum (1928) vóór restauratie
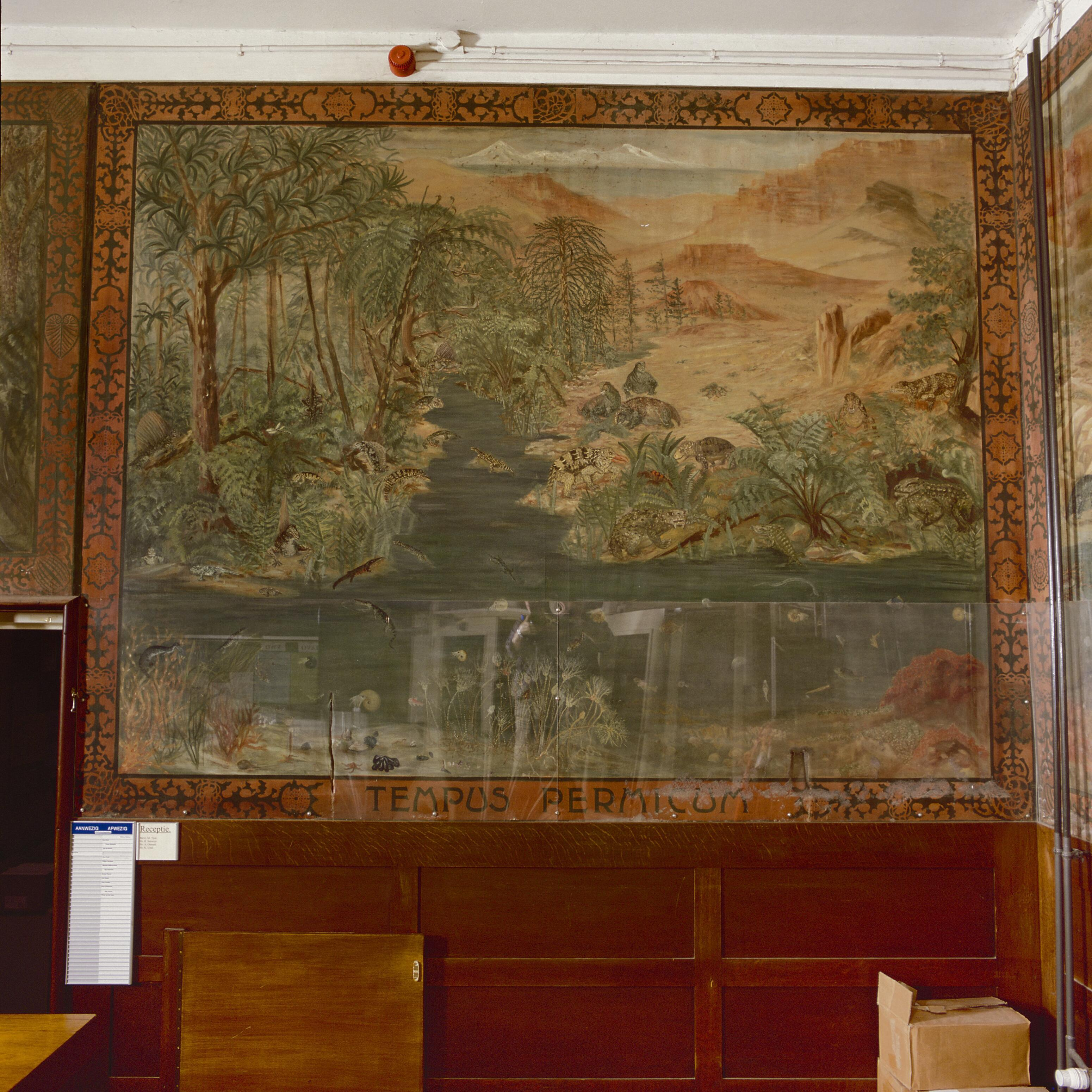
Tempus Permicum (1928) vóór restauratie
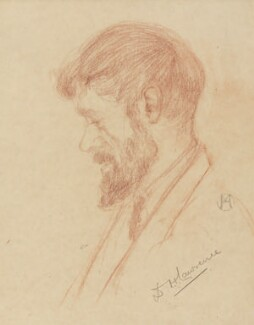
D.H. Lawrence (1920)